# Tlenek technetu(VII)
Tlenek technetu(VII), Tc
2O
7 – nieorganiczny związek chemiczny, połączenie tlenu i technetu na VII stopniu utlenienia.

## Otrzymywanie
Można go otrzymać poprzez spalanie metalicznego technetu w suchym tlenie w temp. 400–600 °C, jednak aby uniknąć zanieczyszczenia produktu trudnym do usunięcia czerwonym Tc
2O
5 lub czarnym TcO
3, proces należy prowadzić w kontrolowanych warunkach. 

## Właściwości
Jest bardzo higroskopijny. W porównaniu do swojego analogu z 6 okresu, tlenku renu(VII), jest bardziej lotny i ma silniejsze właściwości utleniające. Wyższa lotność umożliwia oczyszczenie Tc
2O
7 od Re
2O
7. Przez ogrzewanie Tc
2O
7 z metalicznym technetem w temperaturze 200–300 °C można otrzymać tlenki technetu na niższym stopniu utlenienia. Z wodą tworzy mocny kwas nadtechnetowy, HTcO
4.